# 쥐털린체
쥐털린체(독일어: Sütterlinschrift 쥐털린슈리프트[*], 독일어 발음: [ˈzʏtɐliːnˌʃʁɪft])는 독일의 시각 예술가인 루트비히 쥐털린(Ludwig Sütterlin, 1865-1917)이 만든 글씨체이다. 쥐털린체의 모델은 옛 독일 법원 기록소에서 사용하던 글씨체이다. 이 글씨체는 독일의 학교에서 1915년부터 41년까지 가르쳤으며, 구세대들이 여전히 사용하고 있다. 또한 제2차 세계 대전 당시 독일군도 많이 사용했다.

## 글자 모양
A a

B b

C c

D d

E e

F f

G g

H h

I i

J j

K k

L l

M m

N n

O o

P p

Q q

R r

S ſ s

ß

T t

U u

V v

W w

X x

Y y

Z z

Ä ä

Ö ö

Ü ü

## 같이 보기
- 흑자체